# قطعنامه ۱۴۸۰ شورای امنیت
قطعنامه ۱۴۸۰ شورای امنیت سازمان ملل متحد که در تاریخ ۱۹ مه ۲۰۰۳ تصویب شد، سندی بین‌المللی دربارهٔ اوضاع در تیمور شرقی است. این قطعنامه طی نشست ۴۷۵۸ام با ۱۵ رای موافق، ۰ مخالف و ۰ ممتنع تصویب شد.